# برنامج تنمية القدرات البشرية
برنامج تنمية القدرات البشرية هو أحد برامج تحقيق رؤية السعودية 2030، أطلقه ولي العهد الأمير محمد بن سلمان في 15 سبتمبر 2021، بهدف تعزيز تنافسية القدرات البشرية الوطنية محليًا وعالميًا وتلبية احتياجات جميع شرائح المجتمع، من خلال تطوير رحلة تنمية القدرات البشرية بداية من مرحلة الطفولة، مروراً بالجامعات والكليات والمعاهد التقنية والمهنية، حتى الوصول إلى سوق العمل.

## خطة البرنامج
تتضمن خطة البرنامج 89 مُبادرة تهدف إلى تحقيق 16 هدفًا استراتيجيًا من أهداف رؤية السعودية 2030، وتشتمل إستراتيجية البرنامج ثلاث ركائز رئيسية وهي تطوير أساس تعليمي متين ومرن للجميع، والإعداد لسوق العمل المستقبلي محلياً وعالمياً، وإتاحة فرص التعلم مدى الحياة.

## مبادرات البرنامج
تشمل مبادرات برنامج تنمية القدرات البشرية مبادرة تعزيز التوسع في رياض الأطفال ومبادرة التوجيه والإرشاد المهني للطلاب للالتحاق بسوق العمل وعدد من المبادرات التي تهدف إلى تطوير وتأهيل المهارات عن طريق المساهمة في إتاحة فرص التعلم مدى الحياة لزيادة معدلات التوظيف للمواطنين وتمكين المبدعين ورواد الأعمال من أجل بناء مواطن يمتلك القدرات والمهارات اللازمة لسوق العمل الحالي والمستقبلي محلياً وعالمياً. كما يركز البرنامج على إعداد وتأهيل القدرات البشرية في المملكة العربية السعودية، وتطوير منظومة تنمية القدرات البشرية منذ مرحلة الطفولة المبكرة إلى التعلم مدى الحياة، وتطوير مخرجات التعليم لمواءمتها مع احتياجات سوق العمل الحالي والمستقبلي، وتوطين الوظائف عالية المهارات من خلال تأهيل وتدريب المواطنين، وتفعيل أكبر للشراكة مع القطاعين الخاص وغير الربحي، حيث يسعى البرنامج في هذه الجوانب إلى تحقيق عدة مستهدفات، منها: زيادة فرص الالتحاق برياض الأطفال من 23% إلى 90%، ودخول جامعتين سعوديتين ضمن أفضل 100 جامعة في العالم بحلول عام 2030 بما يسهم في تعزيز مكانة المملكة عالمياً.